# Jen Csün-ling
Jen Csün-ling (Yan Junling) (egyszerűsített kínai írással: 颜骏凌; Sanghaj (Shanghai), 1991. január 28. –) kínai labdarúgó, az élvonalbeli Shanghai Port kapusa.

## Pályafutása

### Klubcsapatokban
2001-ben a Genbao Labdarúgó Akadémiára került, majd a 2007-es szezonban a Shanghai SIPG (későbbi nevén Shanghai Port) csapatához szerződött. 2007 és 2010 között cserekapusként számítottak rá a klubnál. Miután Ku Csao, az eddigi kezdőkapus 2011 elején átigazolt a Hangcsou Greentownhoz, Jen lett a klub első számú kapusa. Összesen 24 alkalommal lépett pályára a 2012-es szezonban, abban az idényben, amelyben a Shanghai Port megnyerte a másodosztályt, és feljutott az első osztályba.
A 2013-as idény során kulcsfontosságú szerepet játszott abban, hogy csapata a bajnokságban a kilencedik helyen végzett. A szezon közben a klub jelentős befektetést kapott a Shanghai International Porttól. A továbbiakban is szerves tagja volt a csapatnak, amely 2015-ben második lett a Kínai Szuperligában, és a klub történetében először kvalifikálta magát az AFC-bajnokok ligájába. 2018-ban megszerezte első bajnoki címét a kínai élvonalban.
2019. június 26-án kivédte I Dongguk büntetőjét, végül csapatával 5–3-as győzelmet aratott a Jeonbuk Hyundai Motors elleni büntetőpárbajban a 2019-es AFC-bajnokok ligájába.
2023. október 29-én a közvetlen rivális Santung Lüneng Tajsan elleni 1–1-es hazai döntetlent követően megnyerte második bajnoki címét a Shanghai Porttal.

### A válogatottban
2014. december 13-án debütált a kínai válogatottban a Kirgizisztán elleni 4–0-s győzelem alkalmával.
2015 januárjában tagja volt a 2015-ös Ázsia-kupára utazó kínai válogatott keretének. 2015. március 27-én csereként váltotta Vang Ta-lej-t a Haiti elleni 2–2-es döntetlen alkalmával.
Miután Kína nem tudta kvalifikálni magát a 2018-as világbajnokságra, Marcello Lippi szövetségi kapitány úgy döntött, hogy a következő 4 éves ciklusban Jen helyett Ceng Cseng lesz a válogatott első számú kapusa. Mind az öt mérkőzésen pályára lépett az Egyesült Arab Emírségekben rendezett 2019-es Ázsia-kupán, amelyen Kína a negyeddöntőig jutott, azonban a negyeddöntőben 3–0-ra kikapott Irántól.
Beválogatták a 2023-as katari Ázsia-kupára, és mindhárom csoportmérkőzésen kezdőként lépett pályára. Mindössze egy gólt kapott a torna során, viszont Kína kiesett a csoportból.

## Statisztika

### Klubcsapatokban
| Klub                         | Szezon           | Bajnokság           | Bajnokság | Bajnokság | Kupa  | Kupa  | Nemzetközi | Nemzetközi | Egyéb | Egyéb | Összes | Összes |
| Klub                         | Szezon           | Liga                | Mérk.     | Gólok     | Mérk. | Gólok | Mérk.      | Gólok      | Mérk. | Gólok | Mérk.  | Gólok  |
| ---------------------------- | ---------------- | ------------------- | --------- | --------- | ----- | ----- | ---------- | ---------- | ----- | ----- | ------ | ------ |
| Shanghai SIPG/ Shanghai Port | 2007             | Kínai harmadosztály |           |           | -     | -     | -          | -          | -     | -     |        |        |
| Shanghai SIPG/ Shanghai Port | 2008             | Kínai másodosztály  | 2         | 0         | -     | -     | -          | -          | -     | -     | 2      | 0      |
| Shanghai SIPG/ Shanghai Port | 2009             | Kínai másodosztály  | 6         | 0         | -     | -     | -          | -          | -     | -     | 6      | 0      |
| Shanghai SIPG/ Shanghai Port | 2010             | Kínai másodosztály  | 10        | 0         | -     | -     | -          | -          | -     | -     | 10     | 0      |
| Shanghai SIPG/ Shanghai Port | 2011             | Kínai másodosztály  | 18        | 0         | 0     | 0     | -          | -          | -     | -     | 18     | 0      |
| Shanghai SIPG/ Shanghai Port | 2012             | Kínai másodosztály  | 24        | 0         | 0     | 0     | -          | -          | -     | -     | 24     | 0      |
| Shanghai SIPG/ Shanghai Port | 2013             | Kínai Szuperliga    | 23        | 0         | 0     | 0     | -          | -          | -     | -     | 23     | 0      |
| Shanghai SIPG/ Shanghai Port | 2014             | Kínai Szuperliga    | 30        | 0         | 0     | 0     | -          | -          | -     | -     | 30     | 0      |
| Shanghai SIPG/ Shanghai Port | 2015             | Kínai Szuperliga    | 30        | 0         | 2     | 0     | -          | -          | -     | -     | 32     | 0      |
| Shanghai SIPG/ Shanghai Port | 2016             | Kínai Szuperliga    | 30        | 0         | 2     | 0     | 10         | 0          | -     | -     | 42     | 0      |
| Shanghai SIPG/ Shanghai Port | 2017             | Kínai Szuperliga    | 30        | 0         | 8     | 0     | 11         | 0          | -     | -     | 49     | 0      |
| Shanghai SIPG/ Shanghai Port | 2018             | Kínai Szuperliga    | 29        | 0         | 4     | 0     | 8          | 0          | -     | -     | 41     | 0      |
| Shanghai SIPG/ Shanghai Port | 2019             | Kínai Szuperliga    | 30        | 0         | 4     | 0     | 10         | 0          | 1     | 0     | 45     | 0      |
| Shanghai SIPG/ Shanghai Port | 2020             | Kínai Szuperliga    | 14        | 0         | 1     | 0     | 1          | 0          | -     | -     | 16     | 0      |
| Shanghai SIPG/ Shanghai Port | 2021             | Kínai Szuperliga    | 20        | 0         | 1     | 0     | 0          | 0          | -     | -     | 21     | 0      |
| Shanghai SIPG/ Shanghai Port | 2022             | Kínai Szuperliga    | 30        | 0         | 4     | 0     | -          | -          | -     | -     | 34     | 0      |
| Shanghai SIPG/ Shanghai Port | 2023             | Kínai Szuperliga    | 29        | 0         | 2     | 0     | 1          | 0          | -     | -     | 32     | 0      |
| Shanghai SIPG/ Shanghai Port | Összesen         | Összesen            | 355       | 0         | 28    | 0     | 41         | 0          | 1     | 0     | 425    | 0      |
| Karrier összesen             | Karrier összesen | Karrier összesen    | 355       | 0         | 28    | 0     | 41         | 0          | 1     | 0     | 425    | 0      |

Jegyzetek
1. ↑  Mérkőzése(i) a Kínai Szuperkupában

### A válogatottban
| Kína     | Kína  | Kína  |
| Év       | Mérk. | Gólok |
| -------- | ----- | ----- |
| 2014     | 1     | 0     |
| 2015     | 2     | 0     |
| 2016     | 2     | 0     |
| 2017     | 3     | 0     |
| 2018     | 10    | 0     |
| 2019     | 12    | 0     |
| 2021     | 10    | 0     |
| 2022     | 4     | 0     |
| 2023     | 10    | 0     |
| 2024     | 4     | 0     |
| Összesen | 58    | 0     |

## Sikerei, díjai

### Klubcsapatokban
Shanghai Port
- Kínai bajnok: 2018,[5] 2023
- Kínai másodosztály bajnok: 2012
- Kínai harmadosztály bajnok: 2007
- Kínai szuperkupa-győztes: 2019[15]

### Egyéni
- Kínai labdarúgó-szövetség Az év kapusa: 2017, 2018, 2019
- Kínai Szuperliga Az év csapata: 2017, 2018, 2019
- Kínai Szuperkupa Legértékesebb játékos: 2019

## Fordítás
- Ez a szócikk részben vagy egészben  a   Yan Junling című angol Wikipédia-szócikk fordításán alapul.  Az eredeti cikk szerkesztőit annak laptörténete sorolja fel. Ez a jelzés csupán a megfogalmazás eredetét és a szerzői jogokat jelzi, nem szolgál a cikkben szereplő információk forrásmegjelöléseként.